# Saison 2024 de l'équipe cycliste Intermarché-Wanty
La saison 2024 de l'équipe cycliste Intermarché-Wanty est la dix-septième de cette équipe.

## Coureurs et encadrement technique

### Effectif
| Coureur                   | Date de Nais.     | Nationalité      | Équipe en 2023             | Vict. | Cont.             | Maillot dist.      |
| ------------------------- | ----------------- | ---------------- | -------------------------- | ----- | ----------------- | ------------------ |
| Vito Braet                | 2 novembre 2000   | Belgique         | Flanders-Baloise           | 0     | 01/2024 - 12/2025 |                    |
| Francesco Busatto         | 1er novembre 2002 | Italie           | Circus-Re Uz-Technord      | 0     | 01/2024 - 12/2025 |                    |
| Lilian Calmejane          | 6 décembre 1992   | France           | Intermarché-Circus-Wanty   | 0     | 01/2023 - 12/2024 |                    |
| Kevin Colleoni            | 11 novembre 1999  | Italie           | Jayco AlUla                | 0     | 01/2024 - 12/2025 |                    |
| Dries De Pooter           | 8 novembre 2002   | Belgique         | Intermarché-Circus-Wanty   | 0     | 01/2023 - 12/2026 |                    |
| Alexy Faure Prost         | 22 avril 2004     | France           | Circus-Re Uz-Technord      | 0     | 01/2024 - 12/2026 |                    |
| Biniam Girmay             | 2 avril 2000      | Érythrée         | Intermarché-Circus-Wanty   | 5     | 08/2021 - 12/2028 |                    |
| Kobe Goossens             | 29 avril 1996     | Belgique         | Intermarché-Circus-Wanty   | 0     | 01/2022 - 12/2025 |                    |
| Rune Herregodts           | 27 juillet 1998   | Belgique         | Intermarché-Circus-Wanty   | 2     | 01/2023 - 12/2024 |                    |
| Gerben Kuypers            | 1er février 2000  | Belgique         | Circus-Re Uz-Technord      | 0     | 04/2024 - 12/2025 |                    |
| Arne Marit                | 21 janvier 1999   | Belgique         | Intermarché-Circus-Wanty   | 0     | 01/2023 - 12/2026 |                    |
| Louis Meintjes            | 21 février 1992   | Afrique du Sud   | Intermarché-Circus-Wanty   | 1     | 01/2021 - 12/2025 |                    |
| Madis Mihkels             | 31 mai 2003       | Estonie          | Intermarché-Circus-Wanty   | 0     | 01/2023 - 12/2024 |                    |
| Hugo Page                 | 24 juillet 2001   | France           | Intermarché-Circus-Wanty   | 0     | 01/2022 - 12/2026 |                    |
| Tom Paquot                | 22 septembre 1999 | Belgique         | Intermarché-Circus-Wanty   | 0     | 01/2023 - 12/2026 |                    |
| Simone Petilli            | 4 mai 1993        | Italie           | Intermarché-Circus-Wanty   | 0     | 01/2020 - 12/2025 |                    |
| Adrien Petit              | 26 septembre 1990 | France           | Intermarché-Circus-Wanty   | 0     | 01/2022 - 12/2025 |                    |
| Baptiste Planckaert       | 28 septembre 1988 | Belgique         | Intermarché-Circus-Wanty   | 0     | 01/2021 - 12/2024 |                    |
| Laurenz Rex               | 15 décembre 1999  | Belgique         | Intermarché-Circus-Wanty   | 1     | 01/2023 - 12/2026 |                    |
| Lorenzo Rota              | 23 mai 1995       | Italie           | Intermarché-Circus-Wanty   | 0     | 01/2021 - 12/2026 |                    |
| Dion Smith                | 3 mars 1993       | Nouvelle-Zélande | Intermarché-Circus-Wanty   | 0     | 01/2023 - 12/2026 |                    |
| Rein Taaramäe             | 24 avril 1987     | Estonie          | Intermarché-Circus-Wanty   | 1     | 01/2021 - 12/2024 | - Contre-la-montre |
| Mike Teunissen            | 25 août 1992      | Pays-Bas         | Intermarché-Circus-Wanty   | 0     | 01/2023 - 12/2024 |                    |
| Gerben Thijssen           | 21 juin 1998      | Belgique         | Intermarché-Circus-Wanty   | 2     | 01/2022 - 12/2025 |                    |
| Taco van der Hoorn        | 4 décembre 1993   | Pays-Bas         | Intermarché-Circus-Wanty   | 1     | 01/2021 - 12/2026 |                    |
| Gijs Van Hoecke           | 12 novembre 1991  | Belgique         | Human Powered Health       | 0     | 01/2024 - 12/2025 |                    |
| Boy van Poppel            | 18 janvier 1988   | Pays-Bas         | Intermarché-Circus-Wanty   | 0     | 01/2020 - 12/2024 |                    |
| Roel van Sintmaartensdijk | 8 mai 2001        | Pays-Bas         | Circus-Re Uz-Technord      | 0     | 01/2024 - 12/2025 |                    |
| Georg Zimmermann          | 11 octobre 1997   | Allemagne        | Intermarché-Circus-Wanty   | 0     | 01/2021 - 12/2026 |                    |
| Coureurs stagiaires.      |                   |                  |                            |       |                   |                    |
| Halvor Dolven             | 13 avril 2004     | Norvège          | Uno-X Mobility Development | 0     | 08/2024 - 12/2024 |                    |

### Encadrement technique
| Poste                          | Identité |
| ------------------------------ | --- |
| Manager général                | Jean-François Bourlart |
| Directeur sportif              | Jean-François Bourlart |
| Assistants directeurs sportifs | Aike Visbeek, Bart Wellens, Dimitri Claeys, Frederik Veuchelen, Kévin Van Melsen, Lorenzo Lapage, Pieter Vanspeybrouck, Sébastien Demarbaix, Steven De Neef |

## Champions nationaux, continentaux et mondiaux
| Date         | Course                                    | Maillot | Coureurs      | Pays    | Lieu    |
| ------------ | ----------------------------------------- | ------- | ------------- | ------- | ------- |
| 18 juin 2024 | Championnat d'Estonie du contre-la-montre |         | Rein Taaramäe | Estonie | Varbuse |

## Classement UCI par équipes
Le classement UCI par équipes se calcule en comptabilisant les points des 20 meilleurs coureurs de l'équipe. Ce classement est calculé avec les points acquis lors de l'année civile. Au terme d'une période de trois ans (2023-2025), les dix-huit meilleures équipes recevront une licence World Tour pour la prochaine période (2026-2028).
| Classement UCI (par équipes) au 20 octobre 2024. | Classement UCI (par équipes) au 20 octobre 2024. | Classement UCI (par équipes) au 20 octobre 2024. | Classement UCI (par équipes) au 20 octobre 2024. | Classement UCI (par équipes) au 20 octobre 2024. |
| #                                                | Équipe                                           | 2024                                             | Diff.                                            |                                                  |
| ------------------------------------------------ | ------------------------------------------------ | ------------------------------------------------ | ------------------------------------------------ | ------------------------------------------------ |
| 1                                                | UAE Team Emirates                                | 37407,60                                         | -                                                |                                                  |
| 2                                                | Team Visma-Lease a Bike                          | 20427,98                                         | 16979,62                                         |                                                  |
| 3                                                | Soudal Quick-Step                                | 18153,97                                         | 2274,01                                          |                                                  |
| 4                                                | Lidl-Trek                                        | 17989,00                                         | 164,97                                           |                                                  |
| 5                                                | Red Bull-Bora-Hansgrohe                          | 16894,33                                         | 1094,67                                          |                                                  |
| 6                                                | Decathlon AG2R La Mondiale                       | 15930,84                                         | 963,39                                           |                                                  |
| 7                                                | Ineos Grenadiers                                 | 15547,97                                         | 382,87                                           |                                                  |
| 8                                                | Alpecin-Deceuninck                               | 15020,00                                         | 527,97                                           |                                                  |
| 9                                                | Lotto Dstny                                      | 12579,29                                         | 2440,71                                          |                                                  |
| 10                                               | Groupama-FDJ                                     | 12357,00                                         | 222,29                                           |                                                  |
| 11                                               | Israel-Premier Tech                              | 11723,33                                         | 633,67                                           |                                                  |
| 12                                               | EF Education-EasyPost                            | 11594,95                                         | 128,38                                           |                                                  |
| 13                                               | Movistar Team                                    | 10879,00                                         | 715,95                                           |                                                  |
| 14                                               | Jayco AlUla                                      | 10625,30                                         | 253,70                                           |                                                  |
| 15                                               | Intermarché-Wanty                                | 9915,00                                          | 710,30                                           |                                                  |
| 16                                               | Team dsm-firmenich PostNL                        | 9646,63                                          | 268,37                                           |                                                  |
| 17                                               | Bahrain Victorious                               | 9547,16                                          | 99,47                                            |                                                  |
| 18                                               | Uno-X Mobility                                   | 8938,67                                          | 608,49                                           |                                                  |
| 19                                               | Arkéa-B&B Hotels                                 | 8735,00                                          | 203,67                                           |                                                  |
| 20                                               | Cofidis                                          | 7889,84                                          | 845,16                                           |                                                  |
| 21                                               | Astana Qazaqstan Team                            | 6563,24                                          | 1326,60                                          |                                                  |
| 22                                               | Tudor Pro Cycling Team                           | 5753,33                                          | 809,91                                           |                                                  |

| Liste des vingt coureurs marquant des points pour le classement UCI par équipes 2024. | Liste des vingt coureurs marquant des points pour le classement UCI par équipes 2024. | Liste des vingt coureurs marquant des points pour le classement UCI par équipes 2024. |
| #                                                                                     | Coureur                                                                               | Points                                                                                |
| ------------------------------------------------------------------------------------- | ------------------------------------------------------------------------------------- | ------------------------------------------------------------------------------------- |
| 1                                                                                     | Biniam Girmay                                                                         | 3352,00                                                                               |
| 2                                                                                     | Gerben Thijssen                                                                       | 1005,00                                                                               |
| 3                                                                                     | Madis Mihkels                                                                         | 711,00                                                                                |
| 4                                                                                     | Mike Teunissen                                                                        | 660,00                                                                                |
| 5                                                                                     | Lorenzo Rota                                                                          | 610,00                                                                                |
| 6                                                                                     | Georg Zimmermann                                                                      | 563,00                                                                                |
| 7                                                                                     | Laurenz Rex                                                                           | 520,00                                                                                |
| 8                                                                                     | Vito Braet                                                                            | 470,00                                                                                |
| 9                                                                                     | Francesco Busatto                                                                     | 380,00                                                                                |
| 10                                                                                    | Hugo Page                                                                             | 362,00                                                                                |
| 11                                                                                    | Rune Herregodts                                                                       | 249,00                                                                                |
| 12                                                                                    | Louis Meintjes                                                                        | 226,00                                                                                |
| 13                                                                                    | Arne Marit                                                                            | 201,00                                                                                |
| 14                                                                                    | Kobe Goossens                                                                         | 120,00                                                                                |
| 15                                                                                    | Lilian Calmejane                                                                      | 106,00                                                                                |
| 16                                                                                    | Taco van der Hoorn                                                                    | 105,00                                                                                |
| 17                                                                                    | Roel van Sintmaartensdijk                                                             | 88,00                                                                                 |
| 18                                                                                    | Dion Smith                                                                            | 83,00                                                                                 |
| 19                                                                                    | Gijs Van Hoecke                                                                       | 54,00                                                                                 |
| 20                                                                                    | Rein Taaramäe                                                                         | 50,00                                                                                 |
| TOTAL                                                                                 | TOTAL                                                                                 | 9915,00                                                                               |

| Classement UCI (par équipes) pour les années 2023 et 2024. | Classement UCI (par équipes) pour les années 2023 et 2024. | Classement UCI (par équipes) pour les années 2023 et 2024. | Classement UCI (par équipes) pour les années 2023 et 2024. | Classement UCI (par équipes) pour les années 2023 et 2024. | Classement UCI (par équipes) pour les années 2023 et 2024. |
| #                                                          | Équipe                                                     | 2023                                                       | 2024                                                       | Total                                                      | Diff.                                                      |
| ---------------------------------------------------------- | ---------------------------------------------------------- | ---------------------------------------------------------- | ---------------------------------------------------------- | ---------------------------------------------------------- | ---------------------------------------------------------- |
| 1                                                          | UAE Team Emirates                                          | 30963,18                                                   | 37407,60                                                   | 68370,78                                                   | -                                                          |
| 2                                                          | Team Visma-Lease a Bike                                    | 29654,45                                                   | 20427,98                                                   | 50082,43                                                   | 18288,35                                                   |
| 3                                                          | Soudal Quick-Step                                          | 18702,85                                                   | 18153,97                                                   | 36856,82                                                   | 13225,61                                                   |
| 4                                                          | Lidl-Trek                                                  | 16054,45                                                   | 17989,00                                                   | 34043,45                                                   | 2813,37                                                    |
| 5                                                          | Ineos Grenadiers                                           | 17760,93                                                   | 15547,97                                                   | 33308,90                                                   | 734,55                                                     |
| 6                                                          | Red Bull-Bora-Hansgrohe                                    | 13325,13                                                   | 16894,33                                                   | 30219,46                                                   | 3089,44                                                    |
| 7                                                          | Alpecin-Deceuninck                                         | 14519,25                                                   | 15020,00                                                   | 29539,25                                                   | 680,21                                                     |
| 8                                                          | Groupama-FDJ                                               | 14834,51                                                   | 12357,00                                                   | 27191,51                                                   | 2347,74                                                    |
| 9                                                          | Lotto Dstny                                                | 14112,83                                                   | 12579,29                                                   | 26692,12                                                   | 499,39                                                     |
| 10                                                         | Bahrain Victorious                                         | 15787,81                                                   | 9547,16                                                    | 25334,97                                                   | 1357,15                                                    |
| 11                                                         | Decathlon AG2R La Mondiale                                 | 9096,00                                                    | 15930,84                                                   | 25026,84                                                   | 308,13                                                     |
| 12                                                         | EF Education-EasyPost                                      | 11818,69                                                   | 11594,95                                                   | 23413,64                                                   | 1613,20                                                    |
| 13                                                         | Movistar Team                                              | 10989,53                                                   | 10879,00                                                   | 21868,53                                                   | 1545,11                                                    |
| 14                                                         | Israel-Premier Tech                                        | 10022,00                                                   | 11723,33                                                   | 21745,33                                                   | 123,20                                                     |
| 15                                                         | Jayco AlUla                                                | 10737,65                                                   | 10625,30                                                   | 21362,95                                                   | 382,38                                                     |
| 16                                                         | Intermarché-Wanty                                          | 10492,28                                                   | 9915,00                                                    | 20407,28                                                   | 955,67                                                     |
| 17                                                         | Team dsm-firmenich PostNL                                  | 9102,20                                                    | 9646,63                                                    | 18748,83                                                   | 1658,45                                                    |
| 18                                                         | Cofidis                                                    | 10437,41                                                   | 7889,84                                                    | 18327,25                                                   | 421,58                                                     |
| 19                                                         | Arkéa-B&B Hotels                                           | 7229,00                                                    | 8735,00                                                    | 15964,00                                                   | 2363,25                                                    |
| 20                                                         | Uno-X Mobility                                             | 6569,00                                                    | 8938,67                                                    | 15507,67                                                   | 456,33                                                     |
| 21                                                         | Astana Qazaqstan Team                                      | 7044,44                                                    | 6563,24                                                    | 13607,68                                                   | 1899,99                                                    |
| 22                                                         | TotalEnergies                                              | 5765,00                                                    | 4897,00                                                    | 10662,00                                                   | 2945,68                                                    |

## Classement UCI individuel en fin de saison
| 9   | Biniam Girmay     | 3352,00 |
| 89  | Gerben Thijssen   | 1005,00 |
| 136 | Madis Mihkels     | 711,00  |
| 152 | Mike Teunissen    | 660,00  |
| 162 | Lorenzo Rota      | 610,00  |
| 182 | Georg Zimmermann  | 563,00  |
| 198 | Laurenz Rex       | 520,00  |
| 213 | Vito Braet        | 470,00  |
| 244 | Francesco Busatto | 380,00  |
| 249 | Hugo Page         | 362,00  |

| 351  | Rune Herregodts           | 249,00 |
| 390  | Louis Meintjes            | 226,00 |
| 431  | Arne Marit                | 201,00 |
| 602  | Kobe Goossens             | 120,00 |
| 662  | Lilian Calmejane          | 106,00 |
| 664  | Taco van der Hoorn        | 105,00 |
| 740  | Roel van Sintmaartensdijk | 88,00  |
| 765  | Dion Smith                | 83,00  |
| 1057 | Gijs Van Hoecke           | 54,00  |
| 1104 | Rein Taaramäe             | 50,00  |

| 1303 | Alexy Faure Prost   | 37,00 |
| 1428 | Dries De Pooter     | 30,00 |
| 1713 | Simone Petilli      | 20,00 |
| 2078 | Kevin Colleoni      | 13,00 |
| 2158 | Tom Paquot          | 10,00 |
| 2158 | Baptiste Planckaert | 10,00 |
| 2305 | Adrien Petit        | 8,00  |
| -    | Gerben Kuypers      | 0,00  |
| -    | Boy van Poppel      | 0,00  |